# Križni Vrh, Slovenska Bistrica
Križni Vrh este o localitate din comuna Slovenska Bistrica, Slovenia, cu o populație de 297 de locuitori.